# Zwolon
Zwolon – dramat fantastyczny Cypriana Kamila Norwida z 1848-1849 roku.

## Okoliczności powstania utworu
Utwór zrodził się na fali tych samych zainteresowań filozoficzno-politycznych poety, które doprowadziły do powstania Pieśni społecznej czterech stron i Niewoli. Z wierszowanego wstępu poety wynika, że dramat powstawał częściowo podczas wydarzeń rewolucyjnych 1848 roku, częściowo w czasie pobytu poety w Pompejach (sierpień lub wrzesień 1848), częściowo podczas podróży po Morzu Śródziemnym (sierpień lub wrzesień najdalej początek października) i w końcu po powrocie z podróży w Rzymie na jesieni 1848, a może także w Paryżu na początku 1849. 
Latem 1849 Norwid zaniósł rękopis do którejś z drukarni paryskich (najprawdopodobniej L. Martineta), gdzie zażądano od niego dwustu franków za druk. Ponieważ poeta był wówczas bez środków do życia w październiku wysłał swój dramat do zamożnego i mającego szerokie stosunki wydawnicze Jana Koźmiana, redaktora Przeglądu Poznańskiego. W liście prosił Koźmiana, żeby w razie odmowy przekazał utwór Włodzimierzowi Łubieńskiemu z Pudliszek. Nie wiedział, że w tym czasie Łubieński przekazał Koźmianowi Pieśni społecznej cztery stron. Starania Norwida poparł jego brat Ksawery, zwracając się do Teofila Lenartowicza, który wtedy przebywał w Wielkopolsce. Koźmian ostatecznie zgodził się wydrukować Zwolona, ale zwlekał z oddaniem go do druku. W marcu 1850 zamieścił natomiast w Przeglądzie Poznańskim nieprzychylną recenzję Pieśni społecznej. Dotknięty Norwid odpowiedział Koźmianowi ostrym listem i wycofał prośbę o publikację dramatu. Koźmian odpowiedział poecie, nic to jednak nie zmieniło w sytuacji Zwolona. Wpłynęło na nią dopiero latem 1850 wysłanie Koźmianowi przez zmartwychwstańców rękopisu Trzech pytań Norwida. Koźmian nie zgodził się na publikację poematu, ale wrócił wówczas do Zwolona i zapowiedział jego wydanie. Ostatecznie dramat ukazał się pod koniec czerwca 1851.

## O dramacie
Norwid scharakteryzował dramat w podtytule jako monologię, w przedmowie Do Czytelnika jako fantazję, a w wierszowanym wstępie jako różno-głosy monolog. W tym fantastycznym dramacie średniowieczne dekoracje zostały połączone z rzeczywistością historyczną lat czterdziestych XIX wieku (powstanie 1830, 1846 i 1848). Nie brak w nim odwołań do współczesnych dzieł literackich: do Dziadów części III, Kordiana, do niektórych utworów Krasińskiego, do liryki Karola Balińskiego, Zemsty Fredry oraz do opisów przyrodniczych Władysława Wężyka.
Utwór stanowi gorzki, ujęty przy tym groteskowo obraz dziejów polskich ruchów powstańczych, nieprzygotowanych, dowodzonych przez niewłaściwych ludzi, dotkniętych wewnętrznymi sporami społeczeństwa podzielonego na kilka zwalczających się wzajemnie stronnictw. 
Dramat liczy sobie 748 wersów i jest podzielony na 11 obrazów.

## Osoby
- Zwolon – imię to utworzył Norwid od archaicznego przymiotnika zwolony, który napotkał w tekście uwielbianej przez siebie Bogurodzicy (u Twego syna hospodyna Matko zwolona)[a], któremu nadawał sens: uzgodniony z wolą Bożą, i który łączył z pojęciami: woli, niewoli, wyzwolenia. W liście do Lenartowicza wyjaśniał, że trzeba się zharmonizować z wolą Przedwiecznego (zwolić), aby się wy-z-wolić z tego, co przeciwne Bogu (niewoli). Postać Zwolona przechodząca w dramacie w pielgrzymim płaszczu, jest w zamyśle autora programem dla Polski i młodego pokolenia Polaków.
- Zabór –  prezentuje świat despotyzmu, państwa rozbiorowe, nazywany przez Norwida hetmanem i miecznikiem odpowiada mniej więcej postaci namiestnika Królestwa Polskiego, księcia Paskiewicza.
- Szołom – od gwarowego szołomić – bałamucić, tumanić. Jest w dramacie szpiegiem i prowokatorem. Reprezentuje według objaśnień poety zewnętrzną miłość, formalną, jednoczącą przeciwności nie w sercu, ale w złości i pochlebstwie.
- Stylec – oznacza biurokrację.
- Bolej – łączy rysy Karola Balińskiego i Adama Mickiewicza, nieodpowiedzialnego konspiratorstwa terrorystyczno-mistycznego. Jest rewolucyjną pasją o ile wyraża się ona jako miecz a nie jako krzyż.
- Sierżant – to konspirator gwałtownik,
- Kalasanty – konspirator romantyk,
- Ożóg – konspirator ludowiec i postępowiec,
- Edgar – konspirator entuzjasta.
- Pacholę – to młode pokolenie, pozostawione dzieckiem wśród tego rozpadającego się świata, choć niepozbawione nadziei. Łączy rysy samego Norwida, Pacholęcia z Marii Malczewskiego i Orcia z Nie-Boskiej komedii[4].